# Under Two Jags
Under Two Jags er en amerikansk stumfilm fra 1923 af George Jeske.

## Medvirkende
- Stan Laurel
- Katherine Grant
- Mae Laurel
- Sammy Brooks
- Charles Stevenson
- William Gillespie
- Eddie Baker